# 8001 Ramsden
A 8001 Ramsden (ideiglenes jelöléssel 1986 TR3) a Naprendszer kisbolygóövében található aszteroida. Antonín Mrkos fedezte fel 1986. október 4-én.